# می‌آنا بورینگ
می‌آنا بورینگ (سوئدی: MyAnna Buring؛ تلفظ سوئدی: [ˌmʏˈanˈna ˈbʉ:ˈrɪŋ]؛ زادهٔ ۲۲ سپتامبر ۱۹۷۹) یک هنرپیشه اهل سوئد و ساکن انگلستان است. وی از سال ۲۰۰۴ میلادی تاکنون مشغول فعالیت بوده‌است.
وی دانش‌آموختهٔ «آکادمی موسیقی و هنرهای دراماتیک لندن» است.

## گزیدهٔ آثار

### سینما
- کفتار (۲۰۱۴)
- گرگ و میش: سپیده‌دم - قسمت دوم (۲۰۱۲)
- گرگ و میش: سپیده‌دم - قسمت اول (۲۰۱۱)
- قاتلان خون‌آشام‌های لزبین (۲۰۰۹)
- نزول قسمت ۲ (۲۰۰۹)
- گرایندهاوس (۲۰۰۷)
- طالع نحس (۲۰۰۶)
- نزول (۲۰۰۵)

### تلویزیون
- ویچر (۲۰۱۹)
- در بی‌خبری (۲۰۱۷)
- مارپل آگاتا کریستی (۲۰۱۳)
- دانتون ابی (۲۰۱۳–۲۰۱۲)
- دکتر هو (۲۰۰۶)